# Ботанический сад (Лейпциг)
Ботанический сад Лейпцигского университета (нем. Botanischer Garten der Universität Leipzig) — учебное ботаническое собрание Лейпцигского университета, расположенное в немецком городе Лейпциг в федеральной земле Саксония. Основанный в середине XVI века, он считается старейшим ботаническим садом Германии и одновременно одним из старейших в Европе (после итальянских ботанических садов).

## История
Основание ботанического сада при Лейпцигском университете было связано с коренной реформой университетского преподавания первой половины XVI века, нацеленной на усиление практического преподавания, и стало фактически возможным после передачи университету имущества монастырской церкви св. Павла на восточной границе города. «Аптечный огород» (лат. Hortus medicus), разбитый в 1540-х годах и открытый для публичного посещения, располагался на территории бывшего монастырского сада, с северной стороны прилегавшего к церкви, к этому времени окончательно получившей статус университетской. Однако самостоятельное существование ботанического сада документально прослеживается лишь с 1580 года, когда профессор математики Мориц Штайнметц (нем. Moritz Steinmetz, 1529—1584) был назначен его управляющим.
В ходе Тридцатилетней войны сад был оставлен в 1641 году в пользу усиления городских укреплений, и был заново открыт в 1653 году на соседнем участке так называемого Княжьего дома (нем. Fürstenhaus), в 1648 году отошедшего в собственность университета.

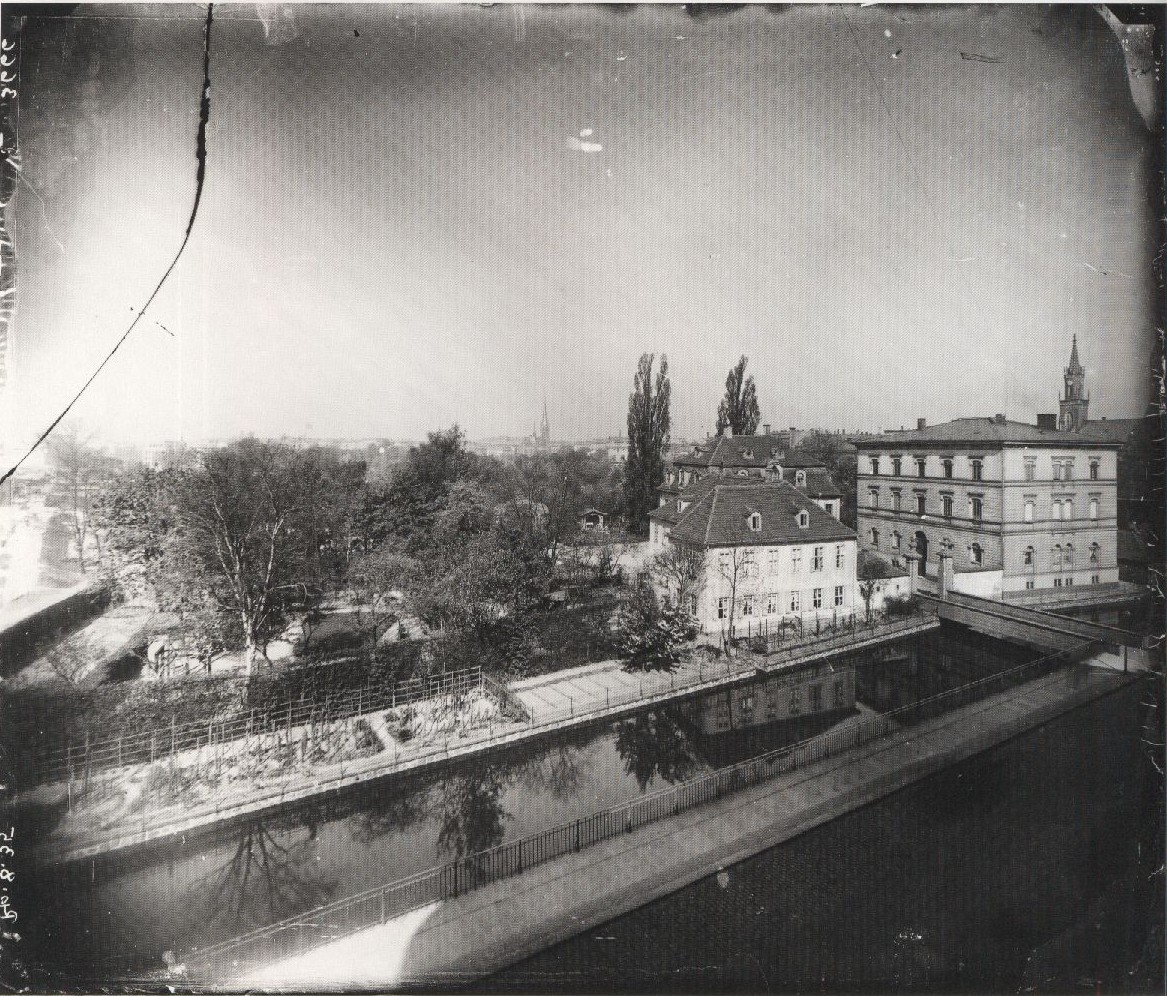
Ботанический сад (до 1876)

В 1806 году ботанический сад был выведен за пределы исторического города на его юго-западную границу, используя в дальнейшем частично заболоченный участок бывшего глиняного карьера, где располагался так называемый Институт Трира (нем. Triersches Institut) для обучения акушерскому делу. Несмотря на сложности рельефа, в 1820—1850 годах под руководством городского архитектора Альберта Гойтебрюкка (нем. Albert Geutebrück, 1801—1868) здесь удалось возвести целый ряд оранжерей, бассейнов для водных растений и служебных построек. В итоге, к 1857 году на территории ботанического сада культивировалось уже порядка 10 000 различных растений со всего света, в том числе около 4 500 водных растений. Особой гордостью сада в это время было собрание папоротников.
В связи со стремительным ростом города во второй половине XIX столетия и после решения выстроить на месте ботанического сада здание Имперского суда, научный институт был вынужден снова сменить своё местоположение, в 1876/1877 году получив участок размером около 3 га на пересечении Йоханнис-аллее (нем. Johannisallee) и Ленне-штрассе (нем. Linnéstraße), где было возведено и здание Ботанического института.
Почти полностью уничтоженный в ходе авиабомбардировки Лейпцига в декабре 1943 года, ботанический сад был восстановлен лишь к середине 1950-х годов, получив культуры для дальнейшей работы из других ботанических садов страны.

## Ботанический сад в настоящее время
Прошедший комплексную реставрацию в 1992—2004 годах, лейпцигский ботанический сад остаётся важным учебно-исследовательским учреждением университета, включающем, среди прочего, пять современных оранжерей и целый ряд малых экспериментальных теплиц, небольшой дендрарий, бассейны водной флоры, дом бабочек и крупнейший в Саксонии гербарий.
В ведении Ботанического сада находятся, кроме того, разбитые в 2000-х годах на территории соседнего парка Мира Аптечный сад, напоминающий о начальной истории самого Ботанического сада, и Сад ощущений и запахов, как специально организованное пространство для слабовидящих и слепых.
Сад ежедневно открыт для бесплатного посещения с 9 до 16 часов; посещение оранжерей возможно за дополнительную плату.

## Известные директора
- Пауль Амман в 1664—1681 годах
- Август Квирин Ривинус в 1691—1701 годах
- Иоганн Хедвиг в 1789—1799 годах
- Христиан Фридрих Швегрихен в 1826—1837 годах
- Август Шенк в 1868—1887 годах
- Вильгельм Пфеффер в 1887—1920 годах